# نادي ستابك
نادي ستابك (بالنرويجية: Stabæk Fotball) هو نادي كرة قدم في النرويج تأسس في 6 مارس 1912 يقع في باروم. يلعب في الدوري النرويجي الممتاز. يدربه أنتوني أورديناس.

## روابط خارجية
- الموقع الرسمي